# シュガーカルト
シュガーカルト（Sugarcult）は、アメリカ合衆国カリフォルニア州サンタバーバラ出身のパンク・ロック・バンドである。
メロディックなツインギターと聴きやすいボーカルが特徴的。ビートルズのカバー曲「ハード・デイズ・ナイト」がトヨタ自動車のコンパクトカー「ラクティス」のCMで起用され、日本でも高い人気を得るようになった。

## 来歴
1995年、カリフォルニア州サンタバーバラで結成。当時のドラムはベン・デイヴィス。
2001年、ファースト・アルバム『スタート・スタティック』発表。
2004年、セカンド・アルバム『パーム・ツリーズ・アンド・パワー・ラインズ』発表。
2005年、ビートルズのカバー曲「ハード・デイズ・ナイト」を日本のみシングルとして発売（トヨタ自動車「ラクティス」CMソング）。
2006年、サード・アルバム『ライツ・アウト』発表。
2009年、新曲等をプラスした日本独自企画のベスト・アルバム『リワインド2001-2008』を発表。

## メンバー

### 現在のメンバー
- ティム・パグノッタ（Tim Pagnotta） - ボーカル、ギター (1998年– )
- アイリーン・オールダー（Airin Older） - ベース、ボーカル (1998年– )
- マルコ72（Marko 72） - ギター (1999年– )
- ケニー・リヴィングストン（Kenny Livingston） - ドラムス (2003年– )

### 旧メンバー
- ベン・デイヴィス（Ben Davis） - ドラムス (1998年–2003年、2011年)

## ディスコグラフィ

### スタジオ・アルバム
- 『スタート・スタティック』 - Start Static (2001年)
- 『パーム・ツリーズ・アンド・パワー・ラインズ』 - Palm Trees and Power Lines (2004年)
- 『ライツ・アウト』 - Lights Out (2006年)

### コンピレーション・アルバム
- 『リワインド2001-2008』 - Rewind 2001–2008 (2008年) ※日本盤のみ

### シングル
- "Bouncing Off the Walls" (2001年)
- "Stuck in America" (2001年)
- "Pretty Girl (The Way)" (2002年)
- "She's the Blade" (2004年)
- "Memory" (2004年)
- 「ハード・デイズ・ナイト」 - "A Hard Day's Night" (2005年) ※日本盤のみ、トヨタ自動車「ラクティス」CMソング
- "Do It Alone" (2006年)
- "Los Angeles" (2006年)